# 新尤里夫卡
50°25′58″N 29°8′19″E / 50.43278°N 29.13861°E
新尤里夫卡（烏克蘭語：Нова Юрівка）是烏克蘭北部的村莊，隸屬日托米爾州的日托米爾區。該村面積0.8平方公里，海拔高度164米，2001年人口176，人口密度每平方公里221.11人。